# Pohár mistrů evropských zemí 1973/1974
Sezóna 1973/74 byla 19. ročníkem Poháru mistrů evropských zemí. Jejím vítězem se stal německý klub FC Bayern Mnichov.

## První kolo
| Domácí v 1. zápase  | Celkem | Hosté v 1. zápase   | 1. zápas | 2. zápas |
| ------------------- | ------ | ------------------- | -------- | -------- |
| Viking              | 1–3    | Spartak Trnava      | 1–2      | 0–1      |
| Zorja Vorošilovgrad | 3–0    | APOEL               | 2–0      | 1–0      |
| Benfica SL          | 2–0    | Olympiakos Pireus   | 1–0      | 1–0      |
| Waterford           | 2–6    | Újpesti Dózsa       | 2–3      | 0–3      |
| FC Bayern Mnichov   | 4–41   | Åtvidaberg          | 3–1      | 1–3      |
| Dynamo Drážďany     | 4–3    | Juventus FC         | 2–0      | 2–3      |
| AFC Ajax            |        | –                   | –        | –        |
| PFK CSKA Sofia      | 4–0    | Wacker Innsbruck    | 3–0      | 1–0      |
| Club Brugge KV      | 10–0   | Floriana            | 8–0      | 2–0      |
| FC Basel 1893       | 11–2   | Fram                | 5–0      | 6–2      |
| TPS                 | 1–9    | Celtic FC           | 1–6      | 0–3      |
| Vejle               | 3–2    | Nantes              | 2–2      | 1–0      |
| CZ Bělehrad         | 3–1    | Stal Mielec         | 2–1      | 1–0      |
| Jeunesse Esch       | 1–3    | Liverpool FC        | 1–1      | 0–2      |
| Crusaders FC        | 0–12   | FC Dinamo București | 0–1      | 0–11     |
| Atlético Madrid     | 1–0    | Galatasaray         | 0–0      | 1–0      |

1 FC Bayern Mnichov zvítězil 4:3 na penalty.

## Druhé kolo
| Domácí v 1. zápase  | Celkem | Hosté v 1. zápase   | 1. zápas | 2. zápas |
| ------------------- | ------ | ------------------- | -------- | -------- |
| Spartak Trnava      | 1–0    | Zorja Vorošilovgrad | 0–0      | 1–0      |
| Benfica SL          | 1–3    | Újpesti Dózsa       | 1–1      | 0–2      |
| FC Bayern Mnichov   | 7–6    | Dynamo Drážďany     | 4–3      | 3–3      |
| AFC Ajax            | 1–2    | PFK CSKA Sofia      | 1–0      | 0–2      |
| Club Brugge KV      | 6–7    | FC Basel 1893       | 2–1      | 4–6      |
| Celtic FC           | 1–0    | Vejle               | 0–0      | 1–0      |
| CZ Bělehrad         | 4–2    | Liverpool FC        | 2–1      | 2–1      |
| FC Dinamo București | 2–4    | Atlético Madrid     | 0–2      | 2–2      |

## Čtvrtfinále
| Domácí v 1. zápase | Celkem | Hosté v 1. zápase | 1. zápas | 2. zápas |
| ------------------ | ------ | ----------------- | -------- | -------- |
| Spartak Trnava     | 2–21   | Újpesti Dózsa     | 1–1      | 1–1      |
| FC Bayern Mnichov  | 5–3    | PFK CSKA Sofia    | 4–1      | 1–2      |
| FC Basel 1893      | 5–6    | Celtic FC         | 3–2      | 2–4      |
| CZ Bělehrad        | 0–2    | Atlético Madrid   | 0–2      | 0–0      |

1 Újpest vyhrála 4:3 na penalty.

## Semifinále
| Domácí v 1. zápase | Celkem | Hosté v 1. zápase | 1. zápas | 2. zápas |
| ------------------ | ------ | ----------------- | -------- | -------- |
| Újpesti Dózsa      | 1–4    | FC Bayern Mnichov | 1–1      | 0–3      |
| Celtic FC          | 0–2    | Atlético Madrid   | 0–0      | 0–2      |

## Finále
| 15. května 1974               |                   |                    |                                                                       |
| FC Bayern Mnichov             | 1 – 1 (po prodl.) | Atlético Madrid    | Heysel Stadium, Brusel diváci: 49 000 rozhodčí: Vital Loraux (Belgie) |
| Hans-Georg Schwarzenbeck 119' |                   | Luis Aragonés 114' | Heysel Stadium, Brusel diváci: 49 000 rozhodčí: Vital Loraux (Belgie) |

Ani po 120 odehraných minutách se nerozhodlo. Ve finále nemohl být použit penaltový rozstřel, a tak se zápas o dva dny později opakoval.

### Opakované finále
| 17. května 1974                          |        |                 |                                                                          |
| FC Bayern Mnichov                        | 4 – 0  | Atlético Madrid | Heysel Stadium, Brusel diváci: 23 000 rozhodčí: Alfred Delcourt (Belgie) |
| Uli Hoeneß 28', 83' Gerd Müller 58', 71' | Report |                 | Heysel Stadium, Brusel diváci: 23 000 rozhodčí: Alfred Delcourt (Belgie) |

## Vítěz
| Pohár mistrů evropských zemí 1973/74 FC Bayern Mnichov (1. titul) Sepp Maier, Johnny Hansen, Paul Breitner, Hans-Georg Schwarzenbeck, Franz Beckenbauer , Franz Roth, Conny Torstensson, Rainer Zobel, Gerd Müller, Uli Hoeneß, Jupp Kapellmann, Bernd Dürnberger, Viggo Jensen, Edgar Schneider, Bernd Gersdorff Trenér: Udo Lattek |